# Nototriton major
Nototriton major es una especie de salamandras en la familia Plethodontidae.
Es endémica de Costa Rica, en la Provincia de Cartago.
Su hábitat natural son los montanos tropicales o subtropicales.
Está amenazada de extinción debido a la destrucción de su hábitat.